# باري ألتشول
باري ألتشول (بالإنجليزية: Barry Altschul)‏ هو عازف جاز وطبال أمريكي، ولد في 6 يناير 1943 في ذا برونكس في الولايات المتحدة.

## وصلات خارجية
- باري ألتشول على موقع ميوزك برينز (الإنجليزية)
- باري ألتشول على موقع أول ميوزيك (الإنجليزية)
- باري ألتشول على موقع ديسكوغز (الإنجليزية)